# میشل مک‌لین
 میشل مک‌لین (انگلیسی: Michelle McLean؛ زادهٔ ۳۰ ژوئیهٔ ۱۹۷۲) هنرپیشه، نویسنده، مدل و ملکه زیبایی اهل نامیبیا است. او در سال ۱۹۹۲ تاج دوشیزه جهان را بر سر گذاشت.